# Пјано (Бергамо)
Пјано је насеље у Италији у округу Бергамо, региону Ломбардија.
Према процени из 2011. у насељу је живело 282 становника. Насеље се налази на надморској висини од 1599 м.